# Lapidárium
A lapidárium (magyarul: kőtár; a latin lapidarius – kő szóból) hely, ahol természetes előfordulású köveket vagy szobrok, síremlékek, emlékművek és műemlék épületek maradványait őrzik és bemutatják. A kiállítást vagy szabad téren vagy zárt helyiségekben (múzeumokban, képtárakban, parkokban, udvarokban) rendezik meg. Az első lapidáriumok a reneszánszban létesültek, a 19. században széles körben elterjedtek.

## Kőkönyvek
A lapidárium olyan könyveket is jelent, melyek különféle ásványok és drágakövek tulajdonságait tárgyalják a szimpátiatannak megfelelően.
Ilyen kőkönyvek Theofrasztosz (Kr. e. 371-287) lapidáriuma (Peri lithon), az Orfikus kőkönyv, a Damigeron című kompiláció (egy ókori csodatevő neve után), majd a mezopotámiai, amidai születésű Aetion, I. Justinianus császár (527-565) háziorvosának lapidáriuma a 16 könyvből álló orvosi művében (teljes latin fordítása Cornarius által Bázel, 1542), Epiphaniosz (315 k.-403) műve (Peri tón dódeka lithón) a zsidó főpapi mell-ékszer 12 drágakövének allegorizáló magyarázata (azok tulajdonságainak és erejének taglalásával), Pszellosz Mihály (1017/1018-1078 u. vagy 1096) lapidáriuma (Peri lithon dünameon, a Scripta minorá-ban, kiadta Kurtz és Drexl, 1936-1941) és más művek. A középkor elején Sevillai Izidor (556 k.-636) Etimológiák című enciklopédiája (Origines címmel is előfordul: Origines sive Etymologiae) szintén foglalkozik a drágakövekkel és bolygókkal, akárcsak az idősebb Plinius (Kr. u. 23/24-79), Naturalis Historiae (Kr. u. 77) című művének 35-37. fejezete. (A könyv utolsó, 37. fejezetét az ifjabb Plinius adta hozzá a befejezetlen műhöz.) Plinius tanítását a középkori lapidáriumok is népszerűsítették. 

## Galéria

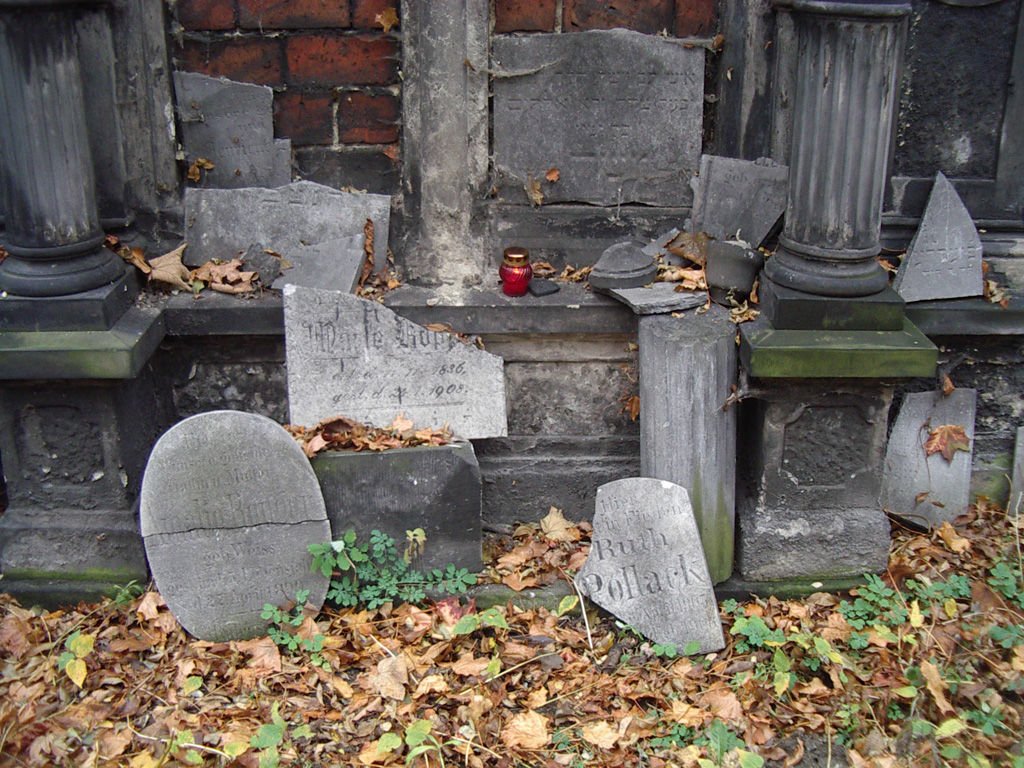
Lapidárium a zabrzei zsidó temetőben]]
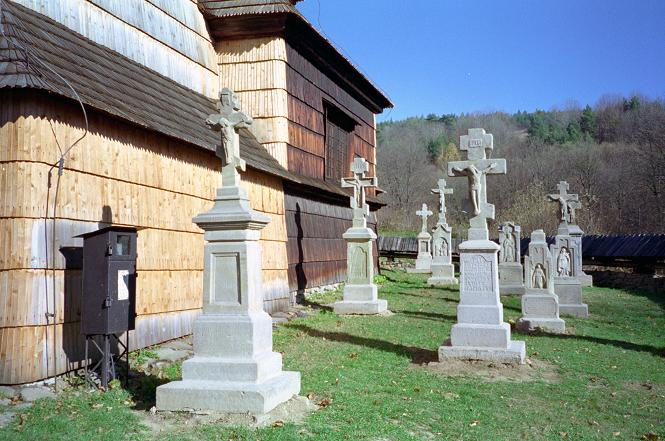
Lapidárium a kotańi ortodox templomnál]]
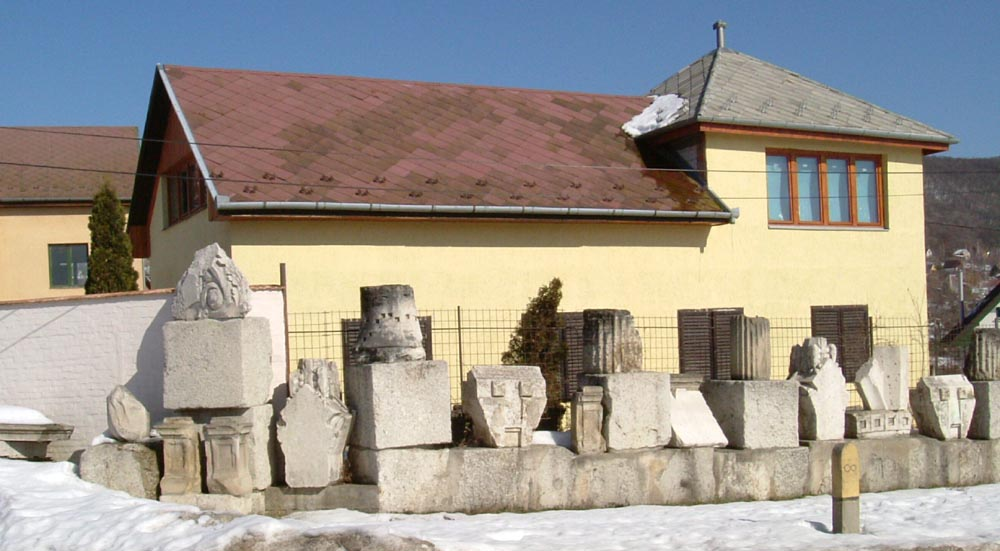
Lapidárium Pilisszántón
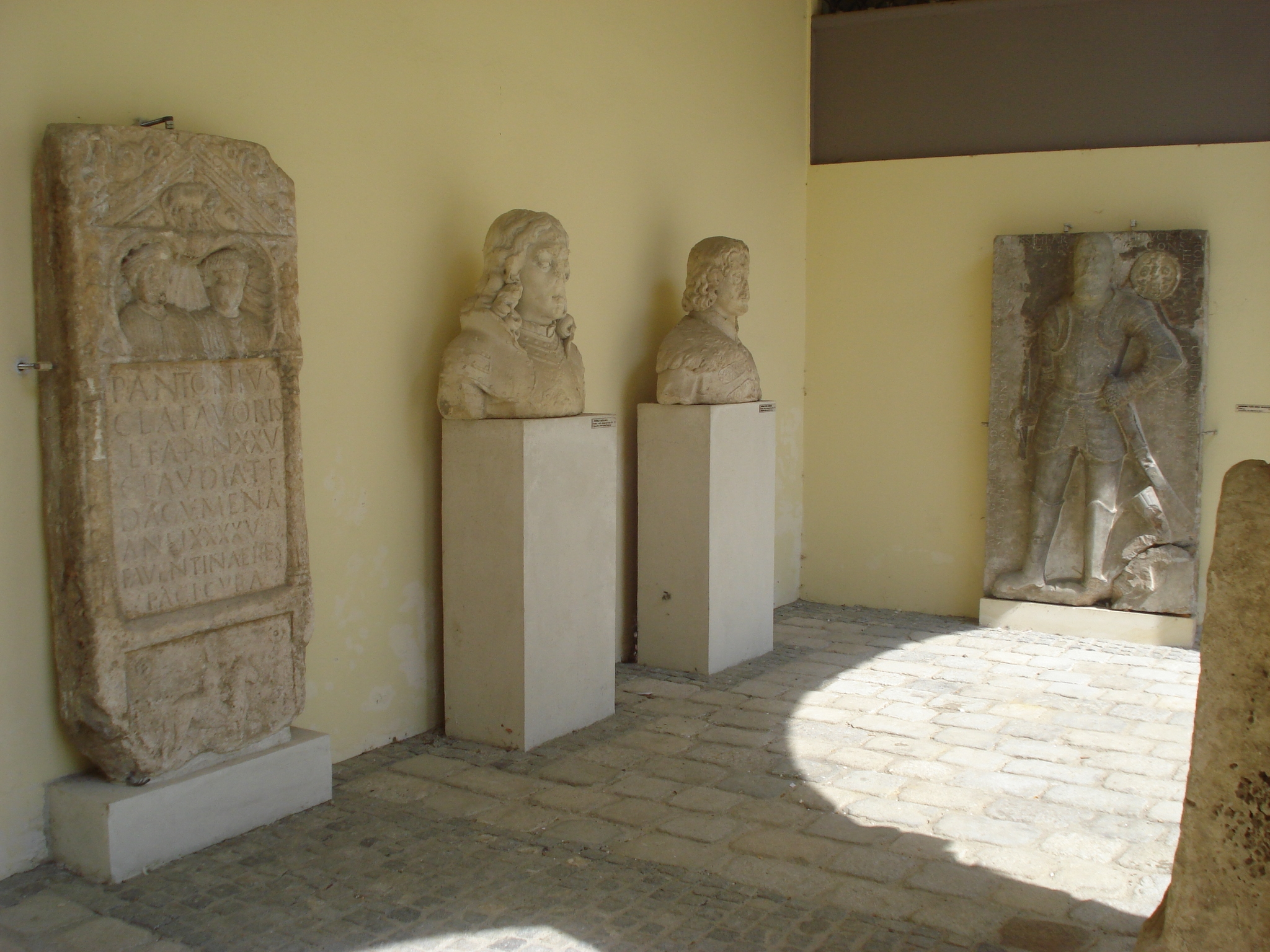
Lapidárium Csáktornyaben]]
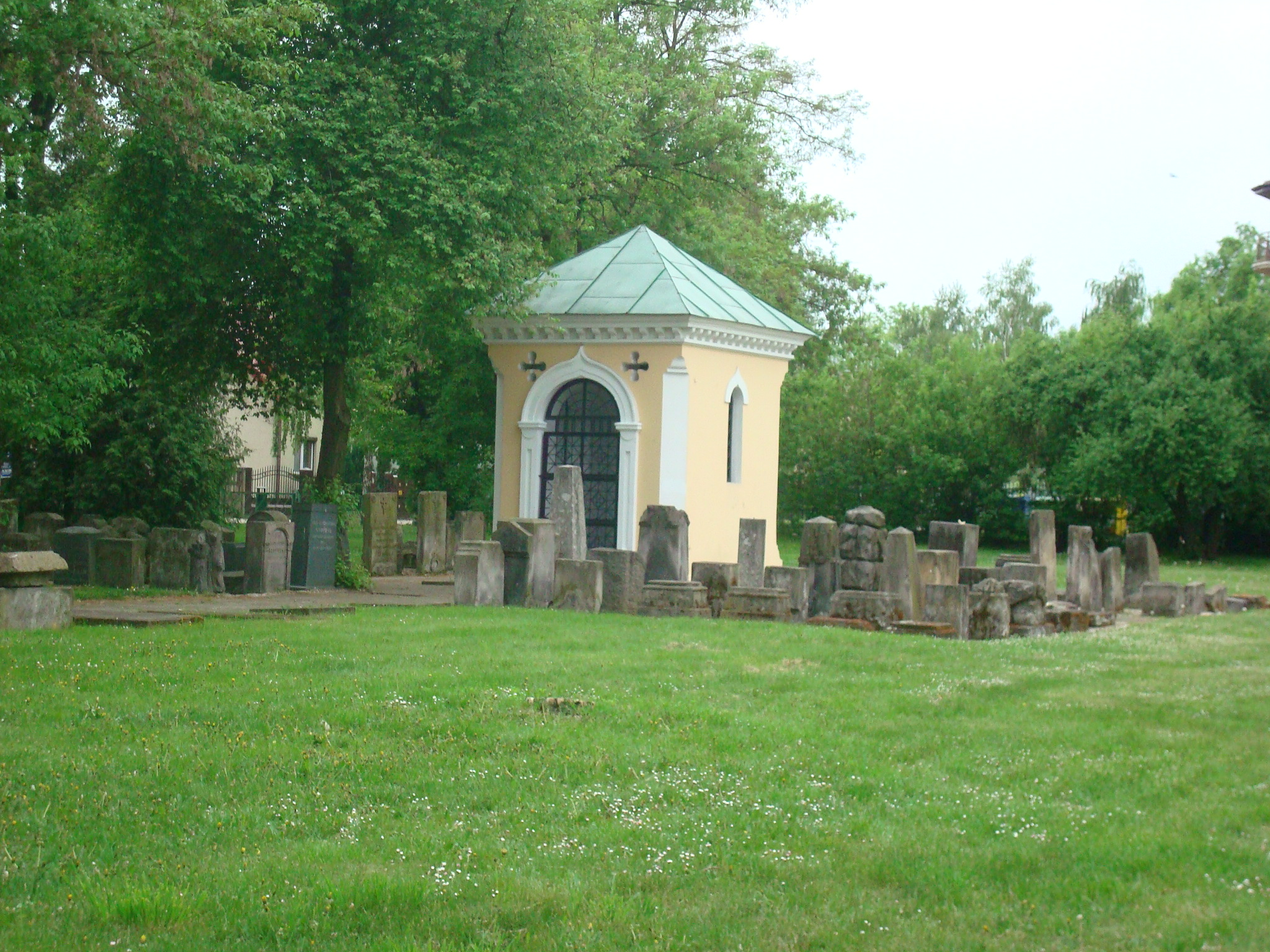
Lapidárium Siedlcében]]